# 吴方
吴方（1933年—2015年9月22日），男，上海人，中国数学家，曾任中国科学院数学与系统科学研究院应用数学研究所所长，中国数学会常务理事。